# Incilius majordomus
Incilius majordomus es una especie de anfibio anuro de la familia Bufonidae.

## Distribución geográfica
Esta especie es endémica de Panamá. Se encuentra en el Cerro Bollo. La localidad tipo es la frontera entre las Provincias de Bocas de Toro (Distrito de Chiriquí Grande) y Chiriquí, (Distrito San Felix), Cerro Bollo, 3.5 km E del Campamento Escopeta.

## Publicación original
- Savage, Ugarte & Donnelly, 2013: A New Species of Earless Toad (Bufonidae: Incilius) from Western Panama. Copeia, vol. 2013, n.º 1, p. 8-12.[3]